# 動物かんきょう会議
『動物かんきょう会議』（どうぶつかんきょうかいぎ、原題 :  The Animal Conference on the Environment）は、マリルゥとイアン筒井による原作の絵本作品のシリーズ名、及びその絵本を基にしたアニメーション作品名。

## 概要
1997年12月に京都で開催された地球温暖化防止京都会議COP3をきっかけに誕生した。「環境問題は人間だけにまかせちゃいられない！」と世界中から個性豊かな動物たちがドイツの森に集まって侃侃諤諤の環境会議をするという設定。ドイツの児童文学者エーリッヒ・ケストナーによる『動物会議』とは別もの。2022年「Animal SDGs」がはじまる。版権管理会社はヌールエ。
関連著作として『せかい動物かんきょう会議』（発行元：ヌールエ）、『どうぶつに聞いてみた　アニマルSDGs』（発売元：太郎次郎社エディタス）

## キャラクター

### 主な動物たち
- ハリネズミのハリィ（英語名 : Harri）

知的だが、少し理屈っぽい
- 白頭鷲のワッシ（英語名 : Max）

無邪気で単純な発明家
- トラのトラジー（英語名 : Bohdi）

シンプルライフのヨガ行者。密猟者の手によって、すでにヨガ仲間の何匹かが殺され、自分の住処も安全でなくなった彼は、意を決して山を降りることにした。
- タヌキのタック（英語名 : Tac）

まじめで礼儀正し好青年
- ワニのワニール（英語名 : Jacare）

アマゾンを愛する熱血漢
- ウサギのDr.ラビ（英語名 : Dr.Rabbit）

博識の情報オタク
- ゾウのゾウママ（英語名 : Mamma Elle）

おおらかなビックママ
- アザラシのアーシィ（英語名 : Airsea）

家族と友を失った少女
- 珍島犬のキィヌ（英語名 : Kiinu）

正義感にあふれる行動派
- ハイエナのハイダラ（英語名 : Haidala）

謎だらけの怪しい存在
- のら猫クロッチ（英語名 : Krocchi）

通りがかりの野良猫

## 出版物
日本語版の発行元はヌールエ。発売元は太郎次郎社エディタス。

### あらすじ
ドイツの森の中で（擬人化された）世界の動物たちが身近な環境問題を話し合う５日間の物語。「森」「ゴミ」「交通」「エネルギー」「食」「海・川」をテーマに会議を進めながら、一部の地域の人間たちの豊かさと幸せのために、自然環境は破壊され、犠牲になっている人間たちもいる事実を共有していく。動物たちは始めは人間の立場にたち課題解決のために大胆なアイディアを出したり発明を行っていく。ところが、「生きもの」をテーマに話し合う場面になると、森に集まった動物たち全員が故郷で棲家を失い帰る場所のない難民であることを告白しはじめる。そして着ていた衣類を脱ぎ捨て動物本来の姿となり「人間のせいでわたしたちは絶滅だ！」と訴えはじめる。アザラシのアーシィは「わたしたちは人間の前では無力、人間たちが気づいてくれるのを待つしかない……」と語るのだが、ゾウのゾウママが発する「そうかしら、わたしはそんなの嫌だわ……」という一言をきっかけに物語は大団円を迎えていく。そうして動物たちは、未来の地球を託す人間の子どもたちとの環境会議『せかい動物かんきょう会議』を始めることを宣言する。

### 原作絵本
|                          | テーマ     | 邦題                                 | 原題                                                            | 日本での初版   |
| ------------------------ | ---------- | ------------------------------------ | --------------------------------------------------------------- | -------------- |
| 動物かんきょう会議 全8話 | 森         | 動物たちの地球会議はじまる！         | The Animal Global Conference Begins!                            | 2002年07月05日 |
| 動物かんきょう会議 全8話 | ゴミ       | 発明で解決！ゴミ問題                 | Garbage Problems, We Will Solve Them by Inventions!             | 2002年11月19日 |
| 動物かんきょう会議 全8話 | 交通       | 超マイカー宣言！                     | Super Manifesto for My Own Car!                                 | 2003年01月23日 |
| 動物かんきょう会議 全8話 | エネルギー | つくろうよ！未来のエネルギー         | Let’s Create Energy Sources for the Future!                     | 2005年05月09日 |
| 動物かんきょう会議 全8話 | 食         | グルメが地球を滅ぼすの？             | Does Being a Gourmet Destroy the Earth?                         | 国内未発表     |
| 動物かんきょう会議 全8話 | 海・川     | めぐる、めぐる 水が地球をかけめぐる  | Round and Round, Water Circles the Earth                        | 国内未発表     |
| 動物かんきょう会議 全8話 | 生き物     | 帰る家がない！すみかを失った動物たち | Once the Conference is Concluded, We Have No Home to Return to? | 国内未発表     |
| 動物かんきょう会議 全8話 | 地球の未来 | 人間たちにまかせちゃいられない！     | World ! The Animal Conference on the Environment                | 国内未発表     |

## 映像化
NHKインターナショナル、イマ・グループ、ヌールエの3社による動物かんきょう会議製作委員会が製作し、2010年3月からNHK教育テレビにて全国地上波放送したアニメ『動物かんきょう会議』について記述する。

### テレビアニメ
地球環境の問題を優しく世界に発信し、さらに利害の錯綜する「環境問題」の現実を見据えながら、異文化理解・多様性許容にはコミュニケーションが決定的に重要であることを描いたショートアニメシリーズ。アニメでは珍しい「環境」をテーマにし、性急に結論を急がずじっくりと問題の本質に迫る教育エンターテインメント番組。1話5分全20話。日英2か国語仕様。

#### スタッフ
- 原作 : 『動物かんきょう会議』 作・演出 : イアン筒井 作 : マリルゥ 絵 : アンデュ（発行 : ヌールエ）
- 脚本 : 井内雅倫
- プロデューサー : 山本博之、石井規夫（NHKインターナショナル）、筒井一郎（ヌールエ）
- 監督 : 西村純二
- 音楽 : 谷川賢作
- 助監督 : 西田章二
- キャラクターデザイン : 斉藤哲人
- 美術監督 : 東潤一
- 3D監督 : 浜村敏郎
- 音響監督 : 辻谷耕史
- 音響制作 : 平田哲、西島浩志（ダックスプロダクション）
- アニメーションプロデューサー : 飯嶋浩次（株式会社スタジオディーン）
- アニメーション制作 : スタジオディーン
- 制作・著作 : 動物かんきょう会議製作委員会

2010年名古屋で開催された生物多様性条約名古屋会議COP10に合わせて企画されたNHKの環境特番『SAVE THE FUTURE』キャンペーンに合わせる形で、NHK教育テレビで2010年3月20日から10月11日にかけて全国地上波で放送。2011年に第19回地球環境映像祭にて「子どもアースビジョン賞」を受賞。アニメシリーズは、2012年にNHKDVD教材『動物かんきょう会議／The Animal Conference on the Environment』（2巻セット）としてNHKエンタープライズより発売。
| 話数 | テーマ     | 日本語版サブタイトル       | 英語版サブタイトル               | 放送日         |
| ---- | ---------- | -------------------------- | -------------------------------- | -------------- |
| 1    | エネルギー | エレガントな発電           | Elegant Power Generation         | 2010年03月20日 |
| 2    | 食         | 虹色ピクニック             | Rainbow Picnic                   | 2010年03月20日 |
| 3    | 生き物     | 絶滅危ぐ種を救え           | Save the Endangered Species!     | 2010年03月20日 |
| 4    | 地球の未来 | 夢見るエコハウス           | The Dream Eco-house              | 2010年03月20日 |
| 5    | 地球の未来 | 宇宙より愛をこめて         | With Love From Space             | 2010年03月20日 |
| 6    | 交通       | 超マイカー宣言             | Super-Transportation Declaration | 2010年05月01日 |
| 7    | ゴミ       | オムツ☆ラプソディ          | Diaper Rhapsody                  | 2010年05月01日 |
| 8    | ゴミ       | 夢占い                     | Dream Interpreting               | 2010年05月02日 |
| 9    | ゴミ       | 笛吹き男                   | Pied Piper                       | 2010年05月02日 |
| 10   | 海・川     | 宝島                       | Treasure Island                  | 2010年05月04日 |
| 11   | 食         | 魔法のタネ                 | Magic Seeds                      | 2010年07月17日 |
| 12   | ゴミ       | くるくる交換会             | Exchange-of-Goods Meeting        | 2010年07月17日 |
| 13   | 地球の未来 | 動物、月へ行く             | Animals Go to the Moon           | 2010年07月24日 |
| 14   | 海・川     | オープンウォーターパーティ | Open Water Party                 | 2010年07月24日 |
| 15   | 地球の未来 | トレンドファッション入門   | Introduction to Fashion Trends   | 2010年08月07日 |
| 16   | 海・川     | ディープブルー             | Deep Blue                        | 2010年08月08日 |
| 17   | 地球の未来 | ランプの魔人               | Genie of the Lamp                | 2010年08月14日 |
| 18   | 森         | マジカルミステリーツアー   | Magical Mystery Tour             | 2010年08月14日 |
| 19   | 交通       | 風の道                     | Wind Path                        | 2010年09月18日 |
| 20   | 地球の未来 | 地球博覧会                 | Earth Exposition                 | 2010年09月18日 |

#### 登場動物と声優
- 日本からタヌキのタック（"Tac" The raccoon dog）

声 - 吉野裕行
- インドからトラのトラジー（"Bohdi" The Tiger）

声 -  チョー
- ドイツからハリネズミのハリィ（"Harri" The hedgehog）

声 - 日髙のり子
- ロシアからクマのターニャ（"Tanya" The bear）

声 - 浅野まゆみ
- イギリスからウサギのDr.ラビ（"Dr.Rabbit" The rabbit）

声 - 神谷浩史
- ブラジルからワニのワニール（"Jacare" The crocodile）

声 - 高橋広樹
- フランスからオンドリのジャン（"Jean" The rooster）

声 - 佐々木望
- アメリカからワシのワッシ（"Max" The eagle）

声 - 立木文彦
- ケニアからゾウのゾウママ（"Mamma Elle" The elephant）

声 - 高橋理恵子
- 中国からパンダのパオ （"Pao" The panda）

声 - 草尾毅
- インドネシアからオランウータンのウータ（"Gutano" The orangutan）

声 - 蓮池龍三
- カナダからビーバーのイーヴァ（"Eva" The beaver）

声 - 新野美知
- ガラパゴスからイグアナのイーグ・ガーラ（"Igu&Gala" The iguanas）

声 - 青森伸
- オーストラリアからカンガルーのルーポ（"Loopo" The kangaroo)

声 - 菊池志穂
- オーストラリアからカンガルーのジョーイ（"Joey" The baby kangaroo)

声 - 吉田麻衣
- 北の海からアザラシのアーシィ（"Joey" The baby kangaroo）

声 - 吉田麻衣
- 日本からカラスのカラオ（"Karao" The crow)

声 - 小橋達也
- 国籍不詳ハイエナのハイダラ（"Haidala" The stateless）

声 - 竹田雅則
- 日本から野良猫のクロッチ（"Krocchi" The street cat）

声 - （無音）

## ワークショップ
2012年、アニメシリーズを使った体験型アクティビティプログラム『せかい動物かんきょう会議』が新宿区、豊島区の小学校ではじまる。絵本シリーズ第８話での動物たちの意思を実社会で実現するワークショップ。

## Animal SDGs
2022年。動物たちと対話しよう！を合言葉に「AnimalSDGs／動物たちが語るSDGs」の公式サイトを公開。こんな環境問題だらけの地球にしたのは人間だから……。人間の大人たちだけからの学びで本当にいいのだろうか？むしろ、人間からたくさんの被害を受け続けている動物たちと対話することが大切なのではないだろうか」（メッセージからの引用）
コンセプトブック
- 作 : イアン筒井　　作 :  益田文和
- 絵 : 藤田咲恵
- 動物かんきょう会議キャラクター : マリルゥ ＆ イアン筒井
- 監修 :ときわ動物園
- 発行 :ヌールエ

## オフィシャルパートナー
堀場製作所 『地球をもっと見てみよう』：地球を計測するさまざまな分析機器で世界をリードしているグローバルカンパニー。1997年、京都で開催された地球温暖化会議にあわせてWeb上ではじあった「動物かんきょう会議」を後援